# 里韦拉省
里韦拉省（西班牙語：Departamento de Rivera）為南美國家烏拉圭十九省之一省，位於烏拉圭東北部，該省省会為里韦拉

#### 1. 地理位置
里韦拉省位于乌拉圭最北端，与巴西南大河州（Rio Grande do Sul）接壤。南部毗邻塔夸伦博省（Tacuarembó），东南方向与**塞罗拉尔戈省（Cerro Largo）**相连。
该省地形以丘陵和草原为主，气候温和湿润，为畜牧业发展提供了优越条件。

#### 2. 经济概况
- 自由贸易与边境经济：里韦拉省依靠跨境贸易发展经济，特别是免税购物业，吸引大量巴西游客前来消费。
- 农业与畜牧业：作为乌拉圭重要的牛肉和羊毛生产基地，该省还种植大豆、玉米和小麦。
- 林业发展：拥有大面积的尤加利树种植园，为造纸和木材产业提供原料。
- 旅游业：里韦拉市及周边地区以自然风光、葡萄酒庄园和边境特色吸引游客。

#### 3. 文化与语言
- 由于长期与巴西接壤，当地居民普遍掌握西班牙语和葡萄牙语，并使用融合两者的“Portuñol”方言。
- 文化深受巴西影响，饮食、音乐和节庆活动（如嘉年华 Carnaval）都带有巴西特色。
- **马黛茶（Mate）**在该省极为流行，既是乌拉圭文化的一部分，也受巴西南部影响。

#### 4. 主要城市与城镇
- 里韦拉市（Rivera）：省会城市，也是乌拉圭重要的边境贸易中心。
- Tranqueras：以林业和农业为主的小镇，尤加利种植业发达。
- Vichadero：人口较少，以畜牧业为主要产业。

#### 5. 旅游与景点
- 塞罗丘（Cerro del Marco）：标志乌拉圭与巴西边界的小山丘，登顶可俯瞰两国风景。
- 里韦拉葡萄酒庄（Bodega Rivera）：乌拉圭北部重要的葡萄酒生产地，提供品酒体验。
- Tacuarembó 河：适合户外活动，如钓鱼和野餐。

#### 6. 交通
- 里韦拉省主要依赖公路交通，与乌拉圭首都蒙得维的亚及巴西南部城市保持良好连接。
- 里韦拉市设有小型机场，但主要航班需经蒙得维的亚或巴西阿雷格里港中转。

#### 7. 历史背景
- 里韦拉省于1884年正式成立，凭借其重要的边境位置，长期以来是乌拉圭与巴西经济和文化交汇点。
- 该地区曾经历乌拉圭独立战争及边境冲突，如今已成为两国友好往来的象征。

### 总结
里韦拉省是乌拉圭北部的重要经济、文化和旅游中心，边境贸易、畜牧业和林业构成其主要经济支柱。得益于独特的跨国文化与自由贸易区优势，该省成为乌拉圭与巴西互动最紧密的地区之一。